# 大城弘樹
大城 弘樹（おおしろ ひろき、1988年10月2日 - ）は、日本のプロバスケットボール選手である。沖縄県出身。ポジションはポイントガード。2012年にレノヴァ鹿児島と契約しプロ選手となり、宮崎シャイニングサンズ、大分ヒートデビルズでプレイした後、2015年に引退した。

## 経歴
沖縄県立豊見城南高等学校から九州産業大学に進学。4年生時の2010年、第14回日本男子学生選抜バスケットボール大会で九州選抜チームの主将を勤めて優秀選手賞を受賞。第17回全九州大学バスケットボールリーグ戦では4年ぶりの優勝に貢献して最優秀選手賞とアシスト王を受賞。第62回全日本大学バスケットボール選手権大会にも出場した。
2012年1月、JBL2のレノヴァ鹿児島と契約。
2012年7月、bjリーグの宮崎シャイニングサンズに移籍。bjリーグ 2012-13レギュラーシーズンの全52試合にスターティングメンバーとして出場し、1試合平均で得点は8.7点、アシストはリーグ個人ランキング6位の4.12本を記録した。
2013年6月、大分ヒートデビルズに移籍。bjリーグ 2014-15シーズンまで在籍したが、左膝のけが等もありシーズン終了後に引退することを自らのFacebookページ上で発表した。

## 成績
| シーズン         | チーム | GP | GS | MPG  | FG%  | 3P%  | FT%  | RPG | APG | SPG | BPG | TO  | PPG |
| ---------------- | ------ | -- | -- | ---- | ---- | ---- | ---- | --- | --- | --- | --- | --- | --- |
| JBL2 2011-12     | 鹿児島 |    |    |      |      |      |      |     |     |     |     |     |     |
| bjリーグ 2012-13 | 宮崎   | 52 | 52 | 34.0 | .373 | .345 | .878 | 3.9 | 4.1 | 1.4 | .1  | 2.4 | 8.7 |
| bjリーグ 2013-14 | 大分   | 48 | 42 | 23.0 | .358 | .346 | .810 | 2.0 | 2.6 | .8  | .0  | 1.5 | 5.9 |
| bjリーグ 2014-15 | 大分   | 50 |    | 21.6 | .371 | .300 | .812 | 2.0 | 2.6 | 0.9 | 0.0 | 1.4 | 5.4 |